# Bertrimoutier
Bertrimoutier  est une commune française située dans le massif des Vosges, dans le Pays de la Déodatie, à l'est du département des Vosges. Située dans la région historique et culturelle de Lorraine, la commune fait maintenant partie de la région administrative Grand Est.
Ses habitants sont appelés les Bertrimonastériens.

## Géographie

### Localisation
Le village dépend du canton et de l'arrondissement de Saint-Dié-des-Vosges et se trouve sur un plateau dont l'altitude varie entre 373 et 600 mètres.
Le village a une surface de 367 hectares dont 27 de forêt communale.
C'est une des 201 communes du parc naturel régional des Ballons des Vosges, réparties sur quatre départements : les Vosges, le Haut-Rhin, le Territoire de Belfort et la Haute-Saône.
Le village est principalement blotti le long de la route départementale 23. Le noyau central de l'agglomération est regroupé autour de l'église et les habitations viennent se lover autour de l'édifice.
Les routes communales perpendiculaires à la départementale mènent aux villages limitrophes de Combrimont, Neuvillers-sur-Fave et Raves permettant ainsi de rejoindre les coteaux des fermes isolées de la vallée de la Fave.

### Hameaux

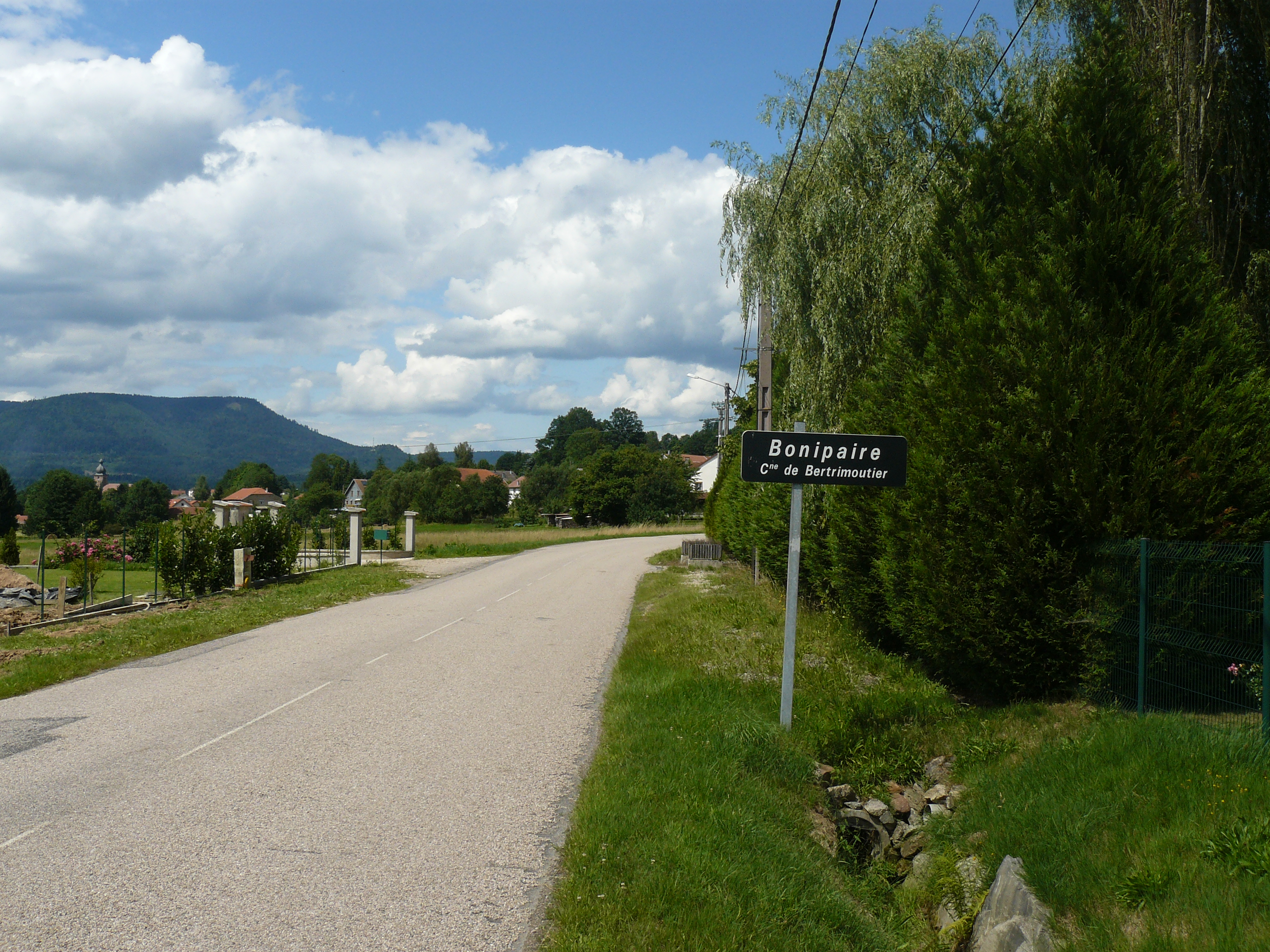
Le hameau de Bonipaire.
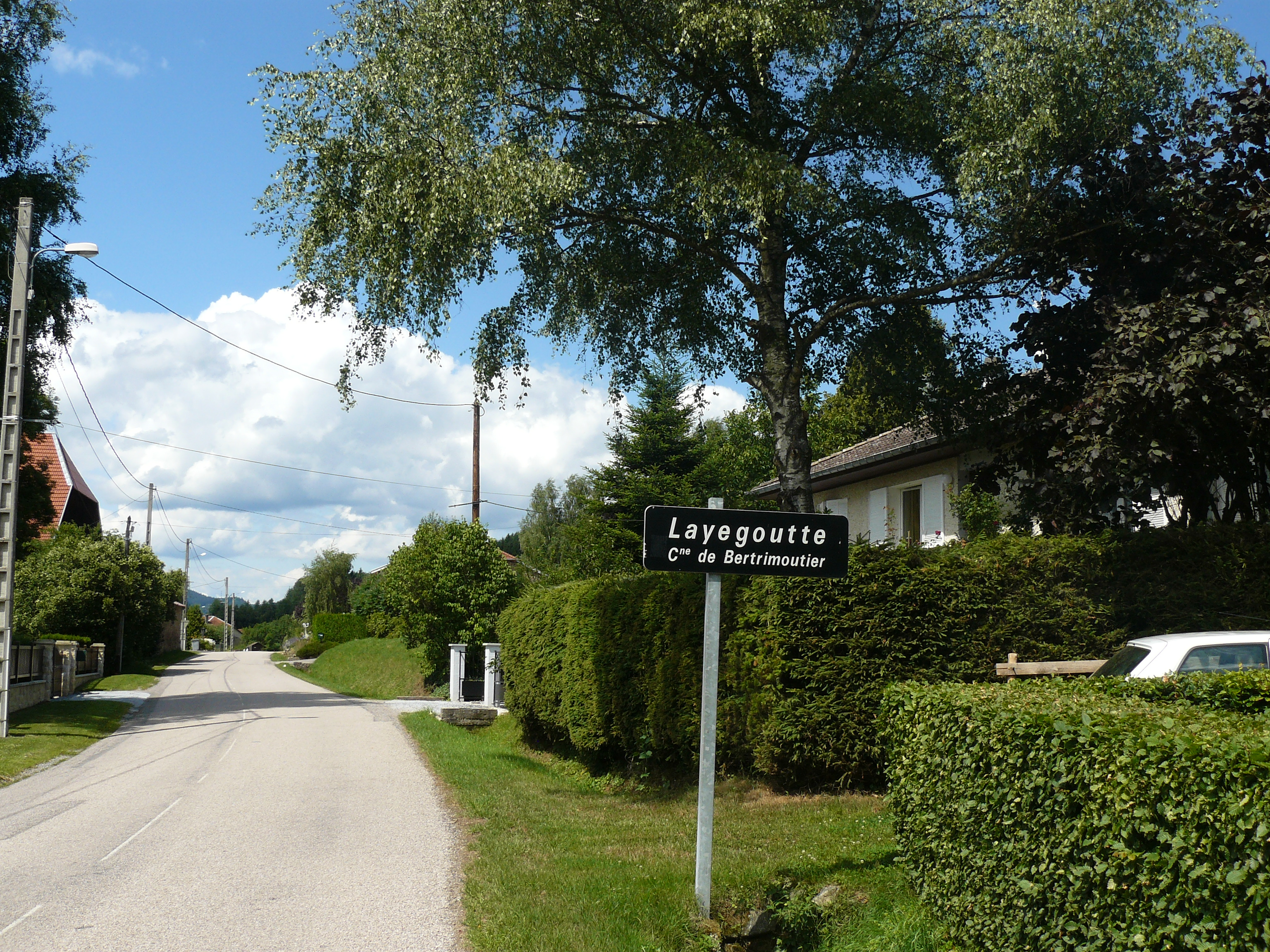
Le hameau de Layegoutte.

- Bonipaire ;
- Layegoutte ;
- le Giron ;
- Renigoutte ;
- les Censes.

### Écarts
- La Jeunesse ;
- la Belle vue ;
- le Cheventeux.

### Villages et villes les plus proches
- Saint-Dié-des-Vosges, 10 km
- Ban-de-Laveline, 5 km
- Combrimont, 3 km
- Raves, 3 km
- Wisembach, 4 km
- Gemaingoutte, 5 km
- Épinal, 52 km

### Hydrographie et les eaux souterraines
Hydrogéologie et climatologie : Système d’information pour la gestion des eaux souterraines du bassin Rhin-Meuse :
Territoire communal : Occupation du sol (Corinne Land Cover); Cours d'eau (BD Carthage),
Géologie : Carte géologique; Coupes géologiques et techniques,
 Hydrogéologie : Masses d'eau souterraine; BD Lisa; Cartes piézométriques.
Un sous-affluent de la Fave, le Blanc Rupt, borde la commune au sud jusqu'à sa confluence avec la Morte.
La commune est située dans le bassin versant du Rhin au sein du bassin Rhin-Meuse. Elle est drainée par la ruisseau la Morte et le ruisseau le Blanc,.
La Morte, d'une longueur totale de 14,3 km, prend sa source dans la commune de La Croix-aux-Mines et se jette  dans la Fave à Neuvillers-sur-Fave, après avoir traversé six communes.

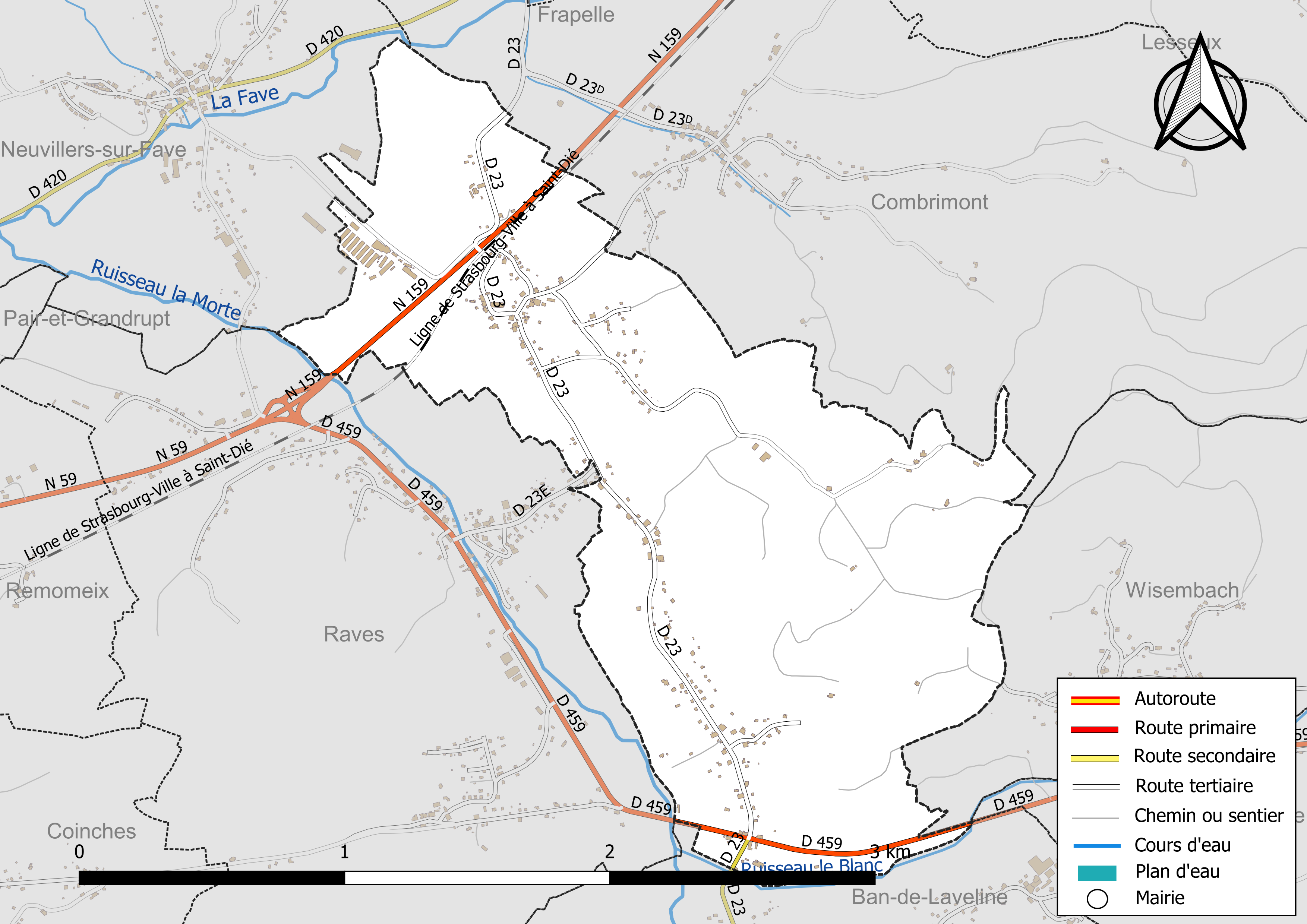
Réseaux hydrographique et routier de Bertrimoutier.

### Climat
Pour des articles plus généraux, voir Climat du Grand Est et Climat des Vosges.
En 2010, le climat de la commune est de type climat de montagne, selon une étude du Centre national de la recherche scientifique s'appuyant sur une série de données couvrant la période 1971-2000. En 2020, Météo-France publie une typologie des climats de la France métropolitaine dans laquelle la commune est exposée à un climat semi-continental et est dans la région climatique  Vosges, caractérisée par une pluviométrie très élevée (1 500 à 2 000 mm/an) en toutes saisons et un hiver rude (moins de 1 °C).
Pour la période 1971-2000, la température annuelle moyenne est de 9,4 °C, avec une amplitude thermique annuelle de 17,1 °C. Le cumul annuel moyen de précipitations est de 1 091 mm, avec 12,5 jours de précipitations en janvier et 10,5 jours en juillet. Pour la période 1991-2020, la température moyenne annuelle observée sur la station météorologique de Météo-France la plus proche, « Ban-de-Sapt », sur la commune de Ban-de-Sapt à 8 km à vol d'oiseau, est de 10,3 °C et le cumul annuel moyen de précipitations est de 1 027,3 mm. 
La température maximale relevée sur cette station est de 36,9 °C, atteinte le 7 août 2015 ; la température minimale est de −17 °C, atteinte le 19 décembre 2009,,.
Les paramètres climatiques de la commune ont été estimés pour le milieu du siècle (2041-2070) selon différents scénarios d'émission de gaz à effet de serre à partir des nouvelles projections climatiques de référence DRIAS-2020. Ils sont consultables sur un site dédié publié par Météo-France en novembre 2022.

## Urbanisme

### Typologie
Au 1er janvier 2024, Bertrimoutier est catégorisée commune rurale à habitat dispersé, selon la nouvelle grille communale de densité à sept niveaux définie par l'Insee en 2022.
Elle appartient à l'unité urbaine de Ban-de-Laveline, une agglomération intra-départementale regroupant six  communes, dont elle est une commune de la banlieue,,. Par ailleurs la commune fait partie de l'aire d'attraction de Saint-Dié-des-Vosges, dont elle est une commune de la couronne,. Cette aire, qui regroupe 47 communes, est catégorisée dans les aires de 50 000 à moins de 200 000 habitants,.

### Occupation des sols
L'occupation des sols de la commune, telle qu'elle ressort de la base de données européenne d’occupation biophysique des sols Corine Land Cover (CLC), est marquée par l'importance des territoires agricoles (60,8 % en 2018), en diminution par rapport à 1990 (68 %). La répartition détaillée en 2018 est la suivante : 
prairies (50,4 %), forêts (25,6 %), zones urbanisées (13,7 %), zones agricoles hétérogènes (10,4 %). L'évolution de l’occupation des sols de la commune et de ses infrastructures peut être observée sur les différentes représentations cartographiques du territoire : la carte de Cassini (XVIIIe siècle), la carte d'état-major (1820-1866) et les cartes ou photos aériennes de l'IGN pour la période actuelle (1950 à aujourd'hui).

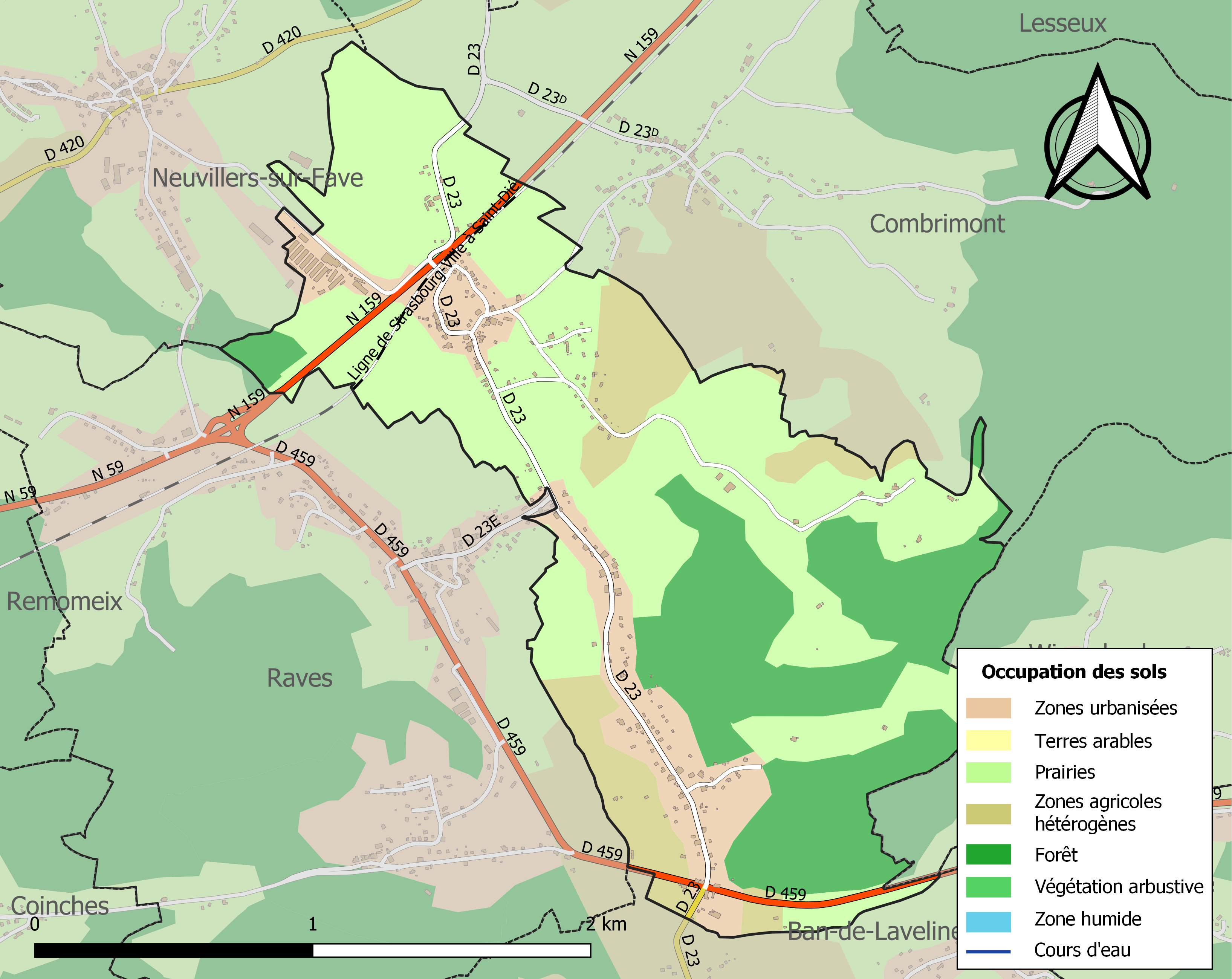
Carte des infrastructures et de l'occupation des sols de la commune en 2018 (CLC).

## Toponymie
L'orthographe du toponyme a varié au cours des siècles : Bertrimoustie en 1278, Bertrimostier  en 1284, Burtrimostier en  1285, Bertrymoustier en 1485, Bertremostier au XVe siècle, Bertrimostier en 1523[réf. nécessaire].
L'étymologie fait référence au moine Bertericus ou Bertherus, disciple de saint Déodat, et du latin monasterium « monastère ».

## Histoire
C'est à Bertrimoutier que fut créée la première des dix-huit colonies agricoles établies par les moines de Saint-Dié dès le VIIIe siècle. Le monastère (moutier) fut fondé vers 1171 par le moine Bertherus, disciple de saint Déodat, et dépendait du monastère de Saint-Dié. À son tour, la colonie de Bertherus essaima d'autres dans les vallons environnants.
À partir de 1331, Jean d'Eckerich s’allie  avec le duc de Lorraine pour combattre le comte de Bar. Jean d'Eckerich  ravage Bertrimoutier, Provenchères-sur-Fave, Remomeix, Sainte-Marguerite et attire dans une embuscade les chanoines Jean de Toulon, Geoffroy d'Herbeuviller et Nicolas de Porcher qui commandaient les troupes du chapitre de Saint-Dié, les fait prisonniers et les enferme dans son donjon du Haut-Échéry pour lesquels il réclame 750 livres tournois de rançon.
Le village est indiqué sans le dénombrement établi en 1553 par Claude de Jussey pour les biens qu'il possédait dans les prévôtés de Saint-Dié, Dompaire, Bruyères et Arches. En 1681, le chapitre de Saint-Dié rendit foi et hommage au roi de France pour la mairie de Bertrimoutier. Comme on le constate, l'histoire de Bertrimoutier est étroitement liée au rôle qu'a joué le clergé dans la contrée. Les habitants de Bertrimoutier étaient astreints à des corvées au château du Spitzemberg, la moitié de la serrure de la grande porte, la moitié de la crôle ou pêle à feu et de la chaudière qui était fournie par la vouerie de la Haute-Pierre.
En 1790, la paroisse de Bertrimoutier, qui regroupait les bourgs de Combrimont, Bonipaire, Layegoutte, Lesseux, Frapelle, Neuvillers, Pair, Grandrupt et Raves, était déjà appelée la Grande Paroisse. En 1848, les hameaux de Bonipaire et de Layegoutte ont été rattachés à la commune. L'évolution de la population est liée au développement du village. Jusqu'au milieu du XIXe siècle, la population augmente sensiblement pour passer de 12 habitants en 1710 à 156 en 1847. Vingt ans plus tard la population de Bertrimoutier est multipliée par 2,1 passant à 328 habitants, ce qui explique le regroupement des hameaux de Bonipaire et de Layegoutte au village de Bertrimoutier. Avant 1848, Bonipaire et Layegoutte étaient réunis à Combrimont formant ainsi une commune distincte. C'est l'arrêté présidentiel du 21 juillet 1848 qui a formé la commune de Combrimont et réuni Bonipaire et Layegoutte à Bertrimoutier. Depuis la commune s'étend sur 357 hectares. Cette période correspond à la construction d'une nouvelle mairie et d'une nouvelle école à partir de 1865. La commune a atteint le pic de population avec 367 habitants en 1887. En 2014, la commune compte 351 habitants.

## Politique et administration

### Liste des maires
| Période                                  | Période   | Identité                  | Étiquette | Qualité                         |
| ---------------------------------------- | --------- | ------------------------- | --------- | ------------------------------- |
| Les données manquantes sont à compléter. |           |                           |           |                                 |
|                                          |           | Jean Masson               |           |                                 |
| Les données manquantes sont à compléter. |           |                           |           |                                 |
| mars 1989                                | juin 1995 | Pierre Rohrer (1936-2019) |           | Entrepreneur de pompes funèbres |
| mars 2001                                | mars 2014 | Guy Hurstel               |           |                                 |
| mars 2014                                | En cours  | Christian Lemercier       |           |                                 |

### Finances locales

#### Budget et fiscalité 2022

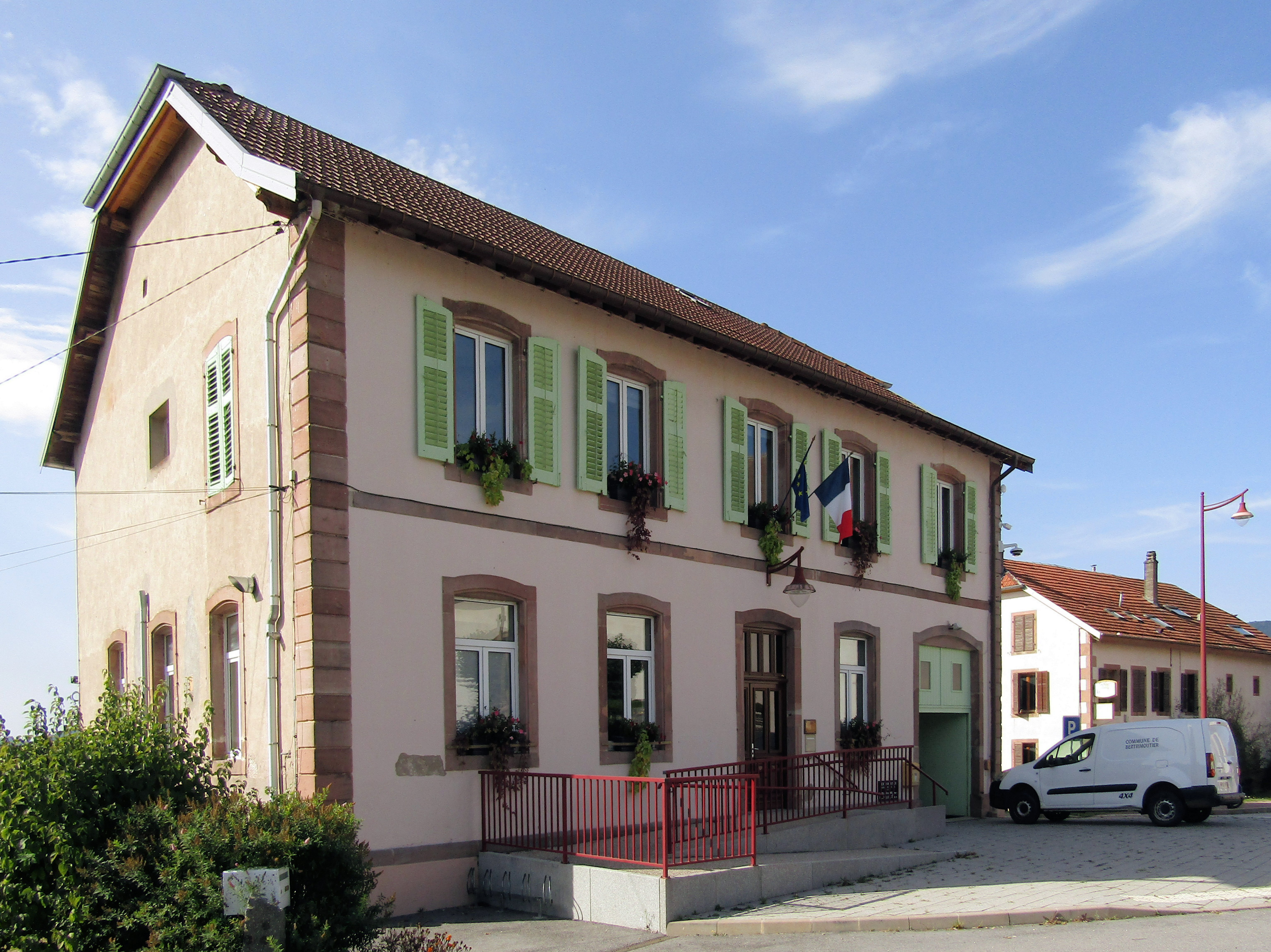
Mairie.

En 2022, le budget de la commune était constitué ainsi :
- total des produits de fonctionnement : 210 000 €, soit 665 € par habitant ;
- total des charges de fonctionnement : 199 000 €, soit 629 € par habitant ;
- total des ressources d’investissement : 112 000 €, soit 354 € par habitant ;
- total des emplois d’investissement : 118 000 €, soit 373 € par habitant ;
- endettement : 72 000 €, soit 227 € par habitant.

Avec les taux de fiscalité suivants :
- taxe d'habitation : 21,02 % ;
- taxe foncière sur le bâti : 36,28 % ;
- taxe foncière sur les propriétés non bâties : 16,44 % ;
- taxe additionnelle à la taxe foncière sur les propriétés non bâties : 0,00 % ;
- cotisation foncière des entreprises : 0,00 %.

Chiffres clés Revenus et pauvreté des ménages en 2021 : médiane en 2021 du revenu disponible, par unité de consommation : 24 340 €.

## Population et société

### Démographie
L'évolution du nombre d'habitants est connue à travers les recensements de la population effectués dans la commune depuis 1793. Pour les communes de moins de 10 000 habitants, une enquête de recensement portant sur toute la population est réalisée tous les cinq ans, les populations de référence des années intermédiaires étant quant à elles estimées par interpolation ou extrapolation. Pour la commune, le premier recensement exhaustif entrant dans le cadre du nouveau dispositif a été réalisé en 2007.

En 2022, la commune comptait 312 habitants, en évolution de +0,97 % par rapport à 2016 (Vosges : −2,96 %, France hors Mayotte : +2,11 %).
| 1793 | 1800 | 1806 | 1821 | 1831 | 1836 | 1841 | 1846 | 1856 |
| ---- | ---- | ---- | ---- | ---- | ---- | ---- | ---- | ---- |
| 122  | 125  | 126  | 126  | 133  | 144  | 156  | 146  | 324  |

| 1861 | 1866 | 1876 | 1881 | 1886 | 1891 | 1896 | 1901 | 1906 |
| ---- | ---- | ---- | ---- | ---- | ---- | ---- | ---- | ---- |
| 330  | 328  | 337  | 367  | 345  | 320  | 291  | 305  | 282  |

| 1911 | 1921 | 1926 | 1931 | 1936 | 1946 | 1954 | 1962 | 1968 |
| ---- | ---- | ---- | ---- | ---- | ---- | ---- | ---- | ---- |
| 259  | 232  | 267  | 253  | 236  | 209  | 225  | 211  | 231  |

| 1975 | 1982 | 1990 | 1999 | 2006 | 2007 | 2012 | 2017 | 2022 |
| ---- | ---- | ---- | ---- | ---- | ---- | ---- | ---- | ---- |
| 265  | 346  | 341  | 336  | 369  | 374  | 320  | 310  | 312  |

## Économie

### Entreprises et commerces

#### Agriculture
- Culture et élevage associés.
- Élevage d'ovins et de caprins.
- Élevage de vaches laitières.
- Élevage d'autres animaux

#### Tourisme
- Hébergements et restauration à Bertrimoutier, Gemaingoutte, Ban-de-Laveline.

#### Commerces
- Commerces et services de proximité.

## Vie locale et patrimoine

### Lieux et monuments

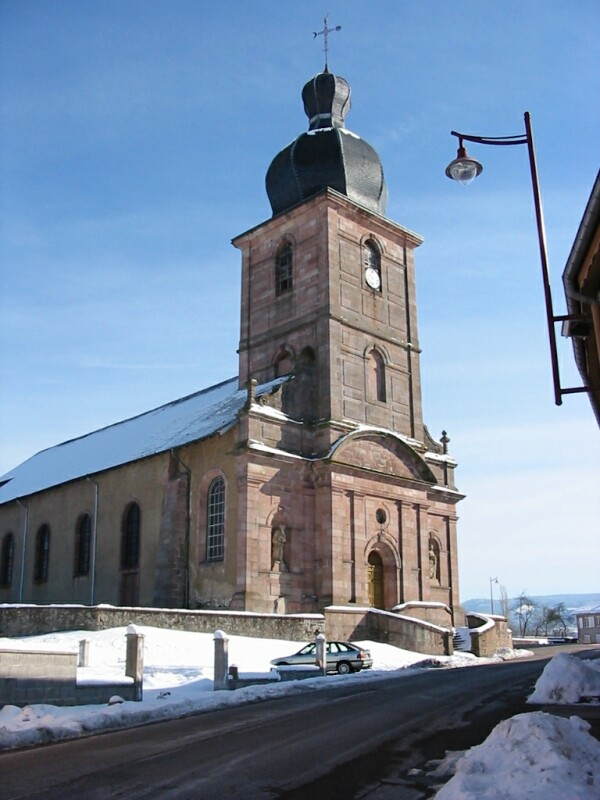
Église Saint-Jacques-le-Majeur.
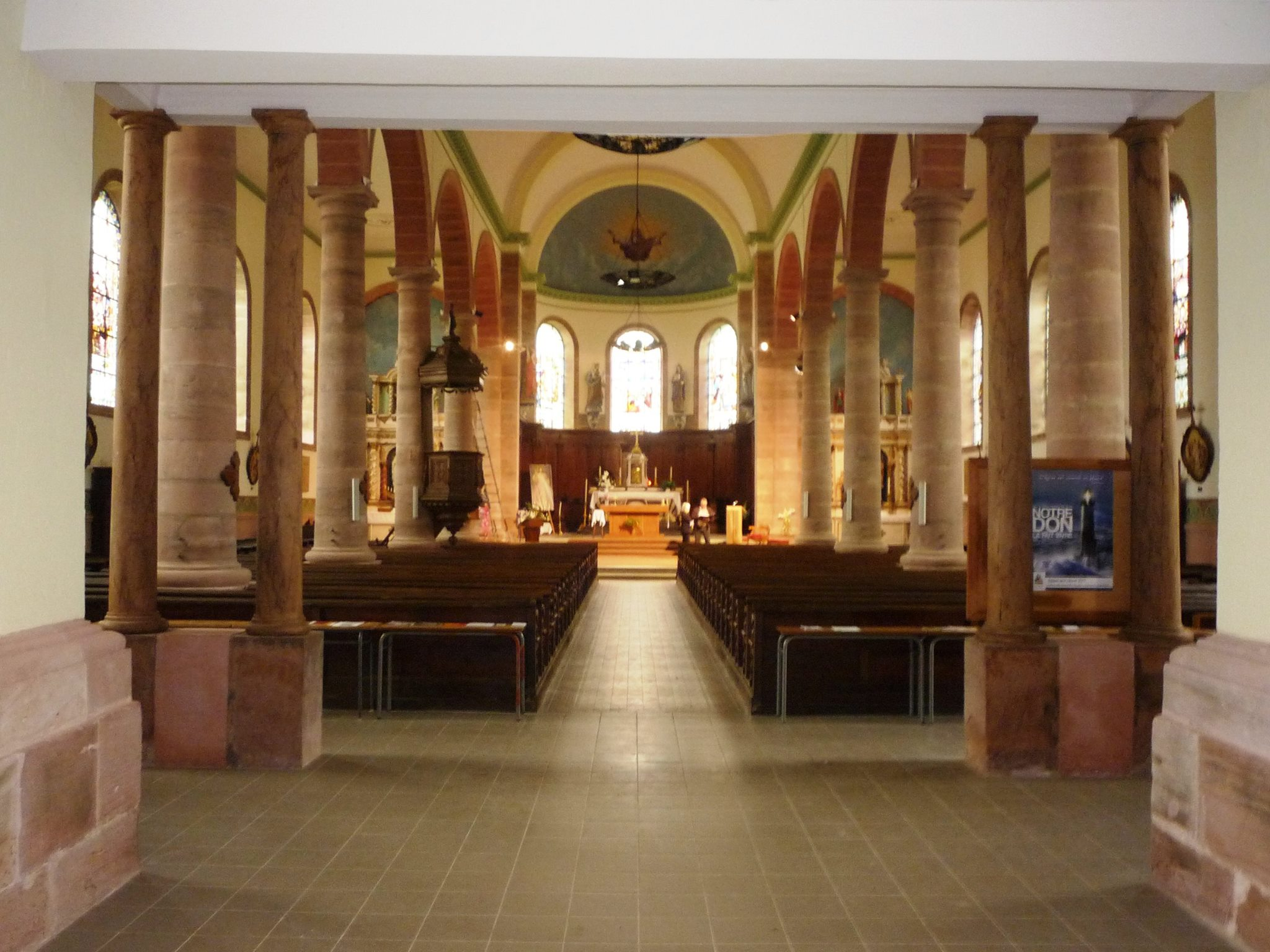
Le chœur de l'église.
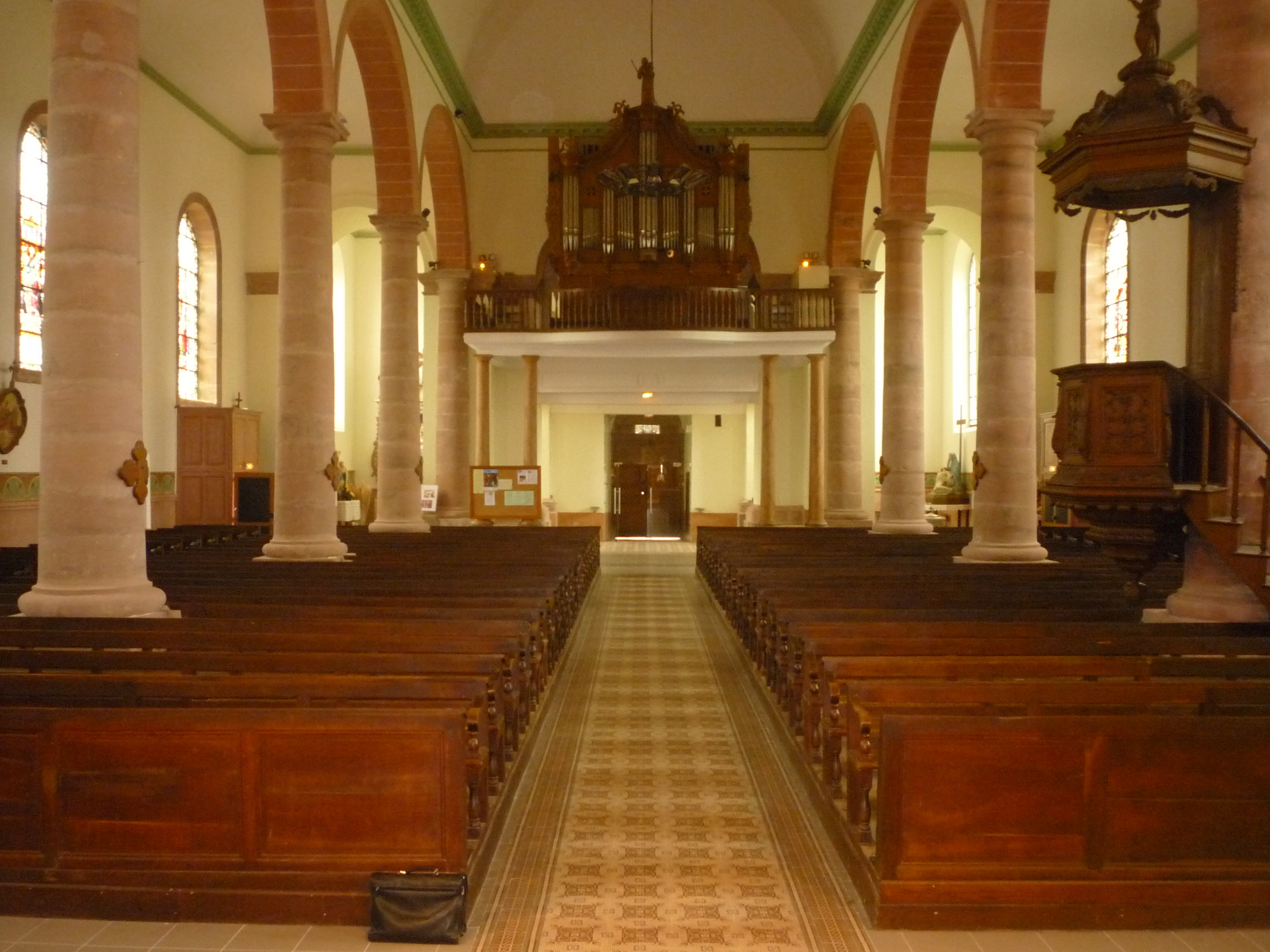
Orgue de l'église.
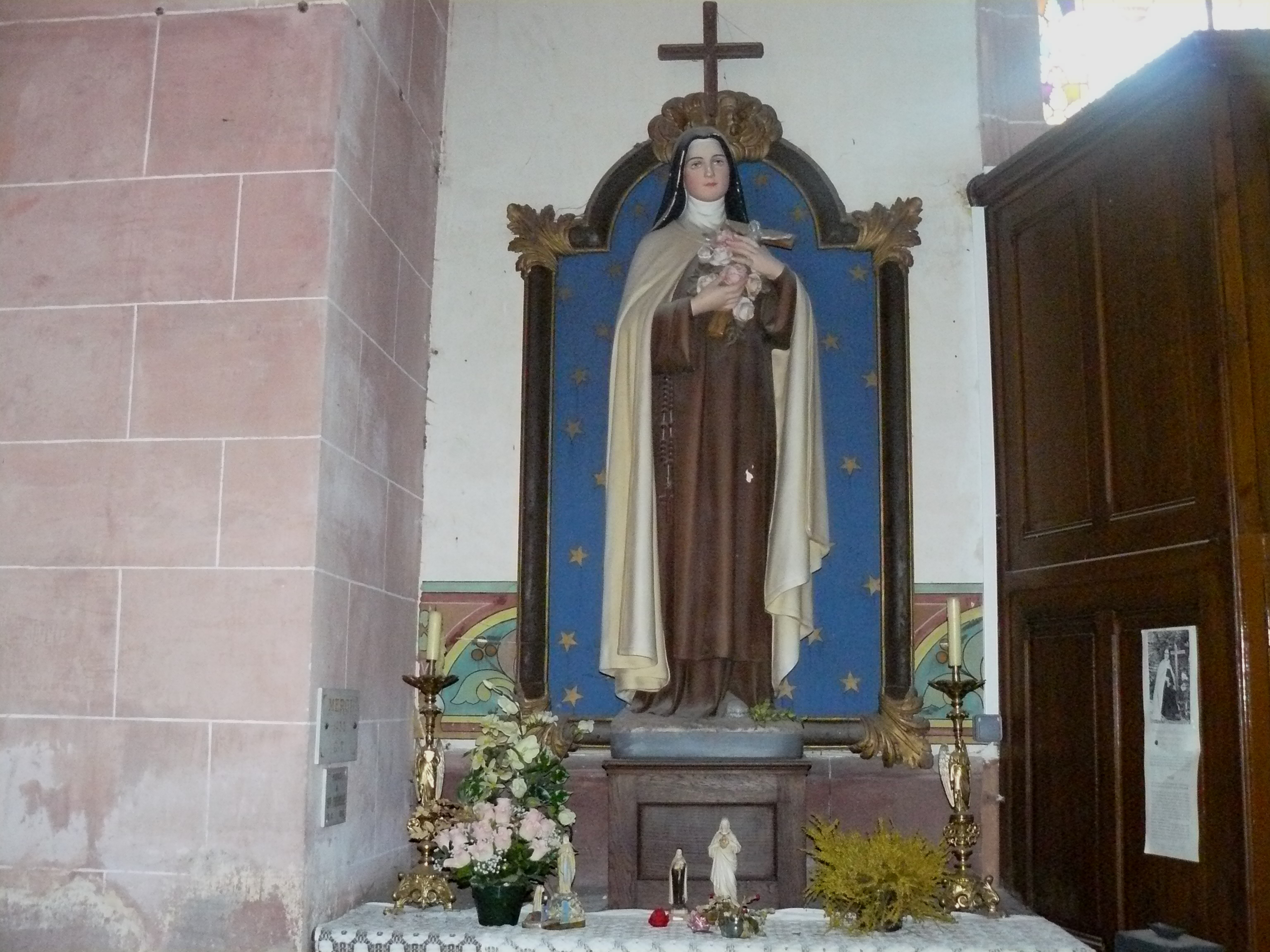
Sainte-Thérèse-de-l'Enfant-Jésus, dans l'église.
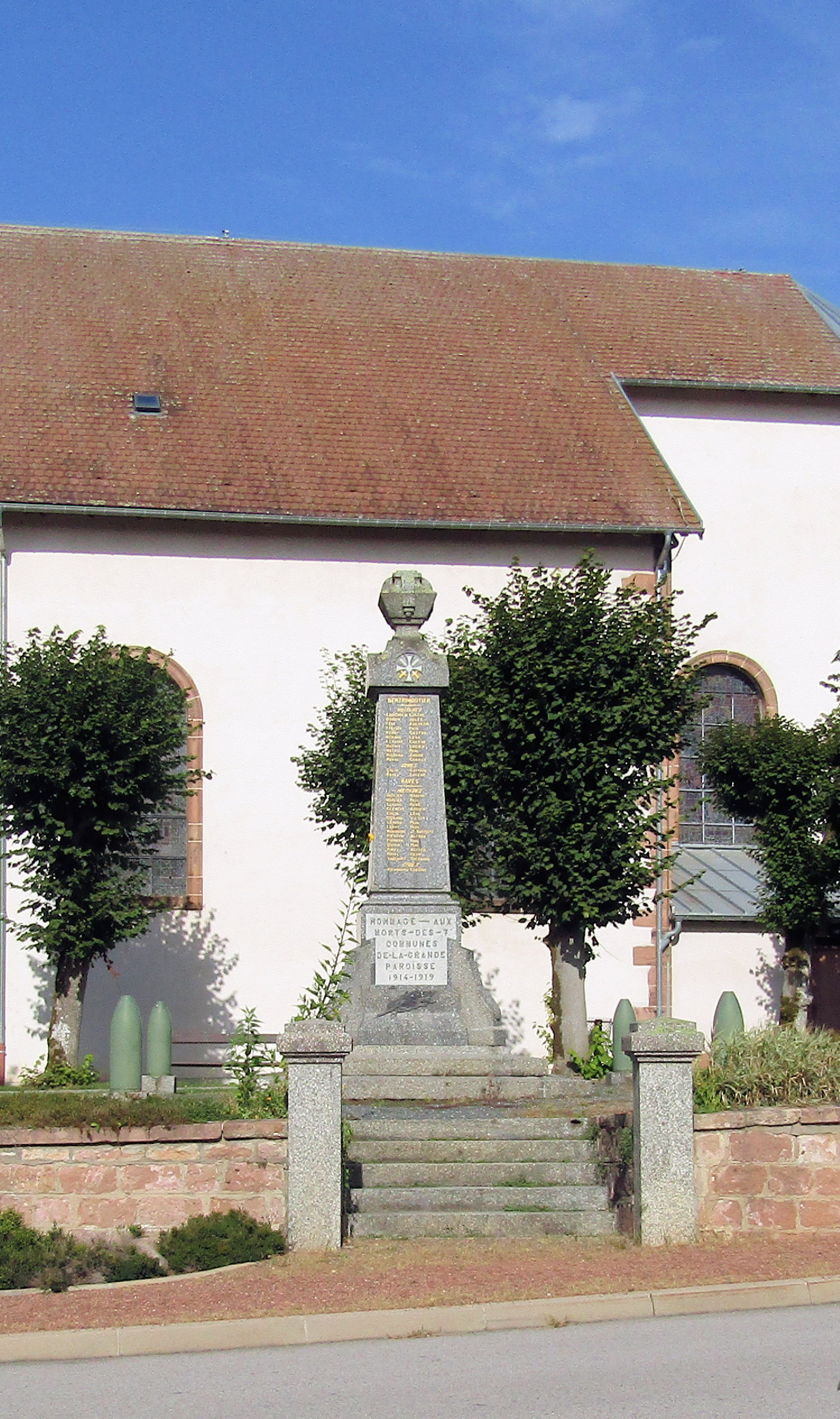
Monument aux morts.
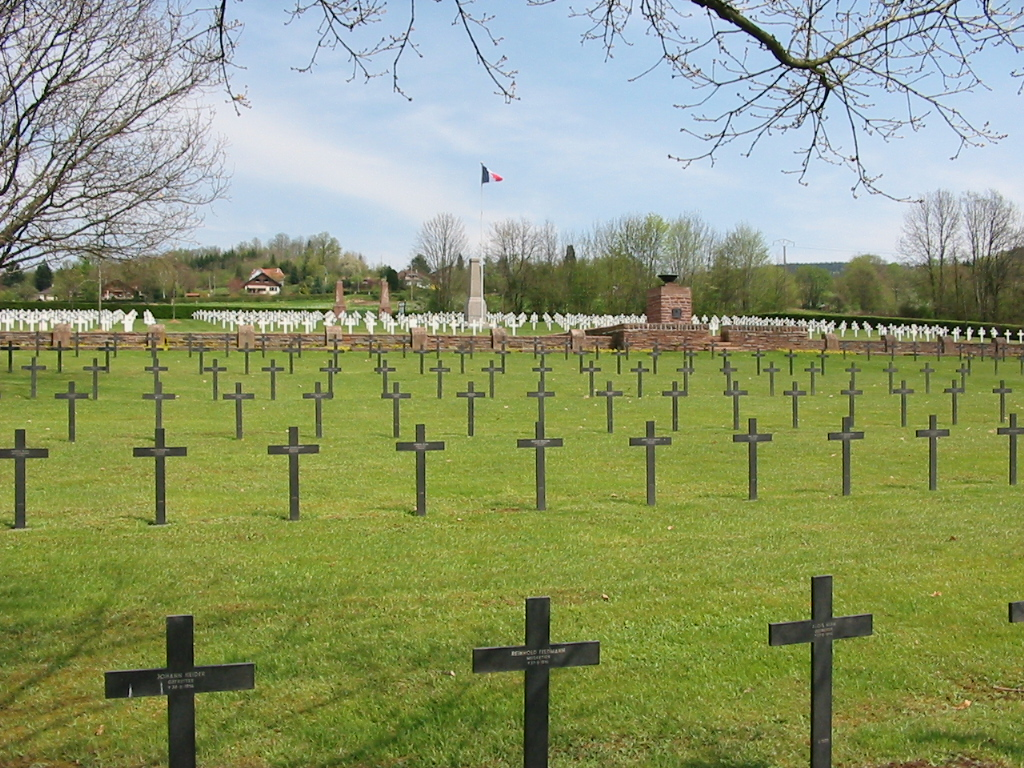
La nécropole franco-allemande.
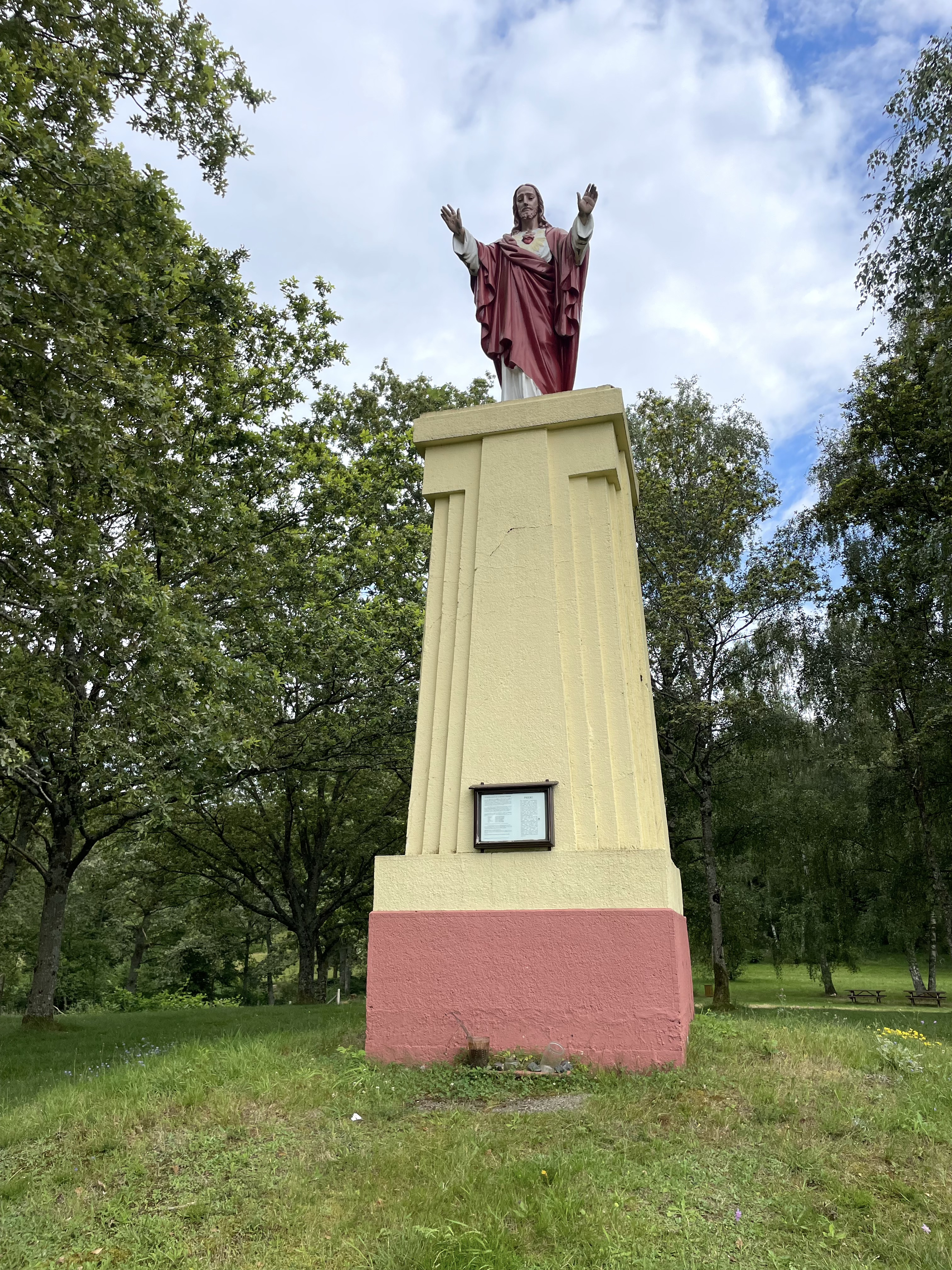
Statue du Sacré-Cœur, sur la colline de la Hossière.

#### Église Saint-Jacques-le-Majeur

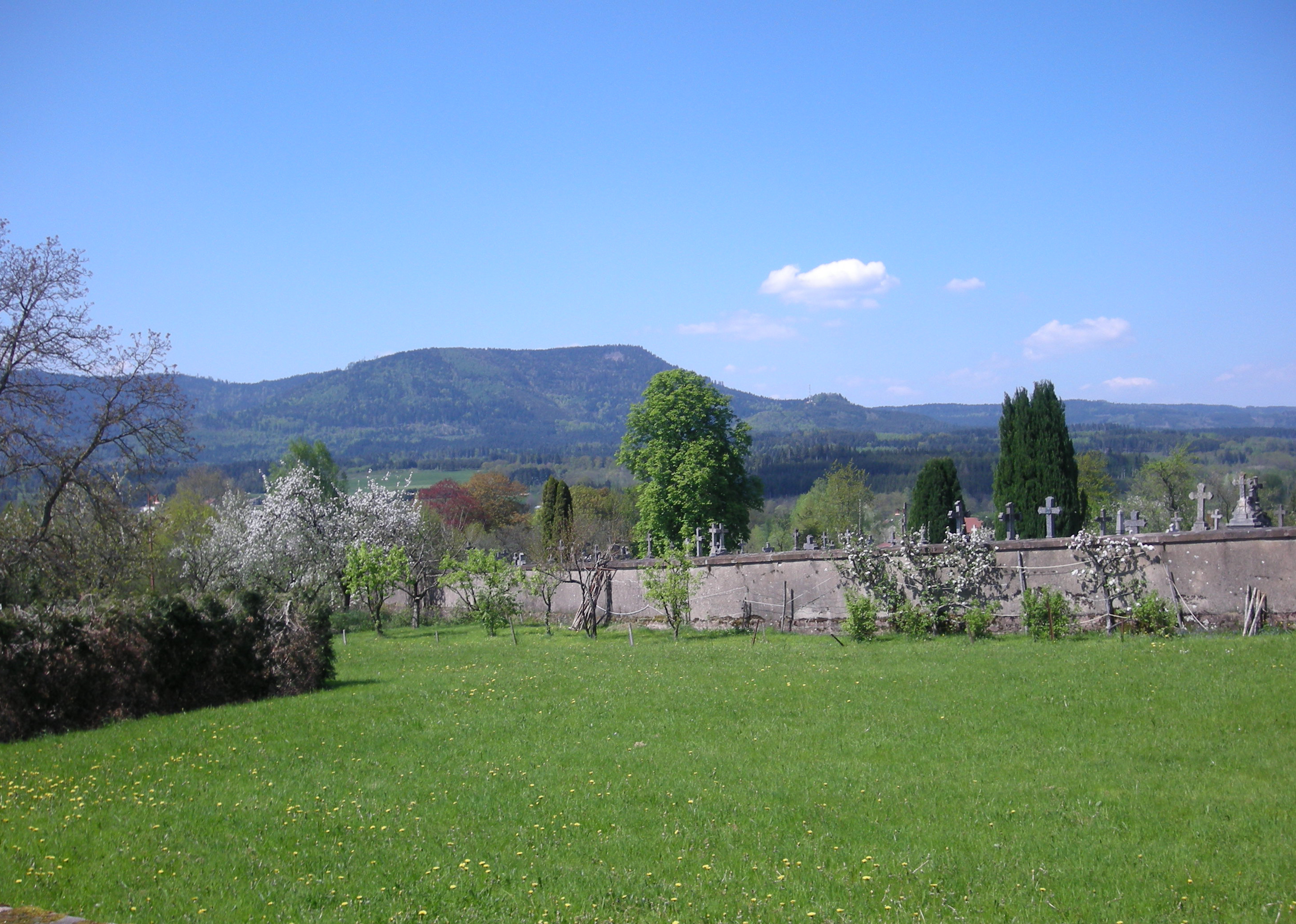
Vue depuis l'église.

Église Saint-Jacques-le-Majeur surmontée d'un clocher à bulbe,,,, restaurée avec le soutien de la Fondation du patrimoine.
Vers 1812, reconstruction d'un orgue antérieur par Augustin Chaxel. L'instrument a été reconstruit à nouveau par Simon Ulrich (1860-1862), transformé par Joseph Voegtlé (1924) et relevé par Roethinger en 1960,.
Annexe de la cure restaurée avec le soutien de la Fondation du patrimoine.

#### Patrimoine architectural rural recensé par le service régional de l'Inventaire général du patrimoine culturel
- Maisons et fermes[32],[33],[34],[35],[36].
- Ancienne scierie-féculerie[37].

Ensemble de turbines hydrauliques.

#### Monuments commémoratifs et nécropole internationale
Les monuments commémoratifs : 
- Monument aux morts[39] : Conflits commémorés : Guerres 1914-1918 - 1939-1945 - AFN-Algérie (1954-1962)[40].
- Une nécropole militaire franco-allemande regroupe des victimes des deux camps de la Première Guerre mondiale.

La commune a été décorée de la Croix de guerre 1914-1918.

#### Colline duSacré-Cœur

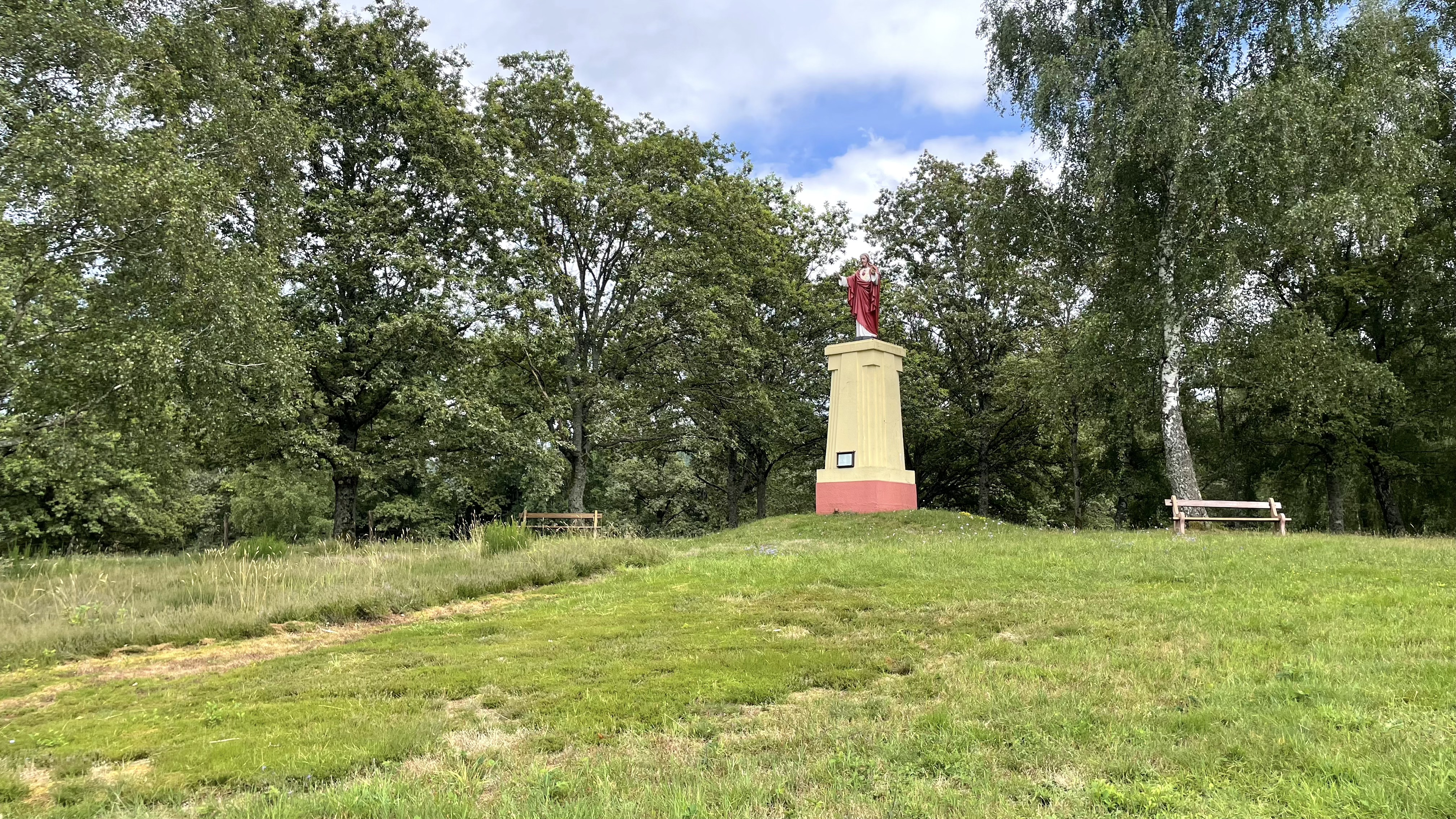
Le site du Sacré-Cœur, avec la statue du Jésus-Christ sur son piédestal.

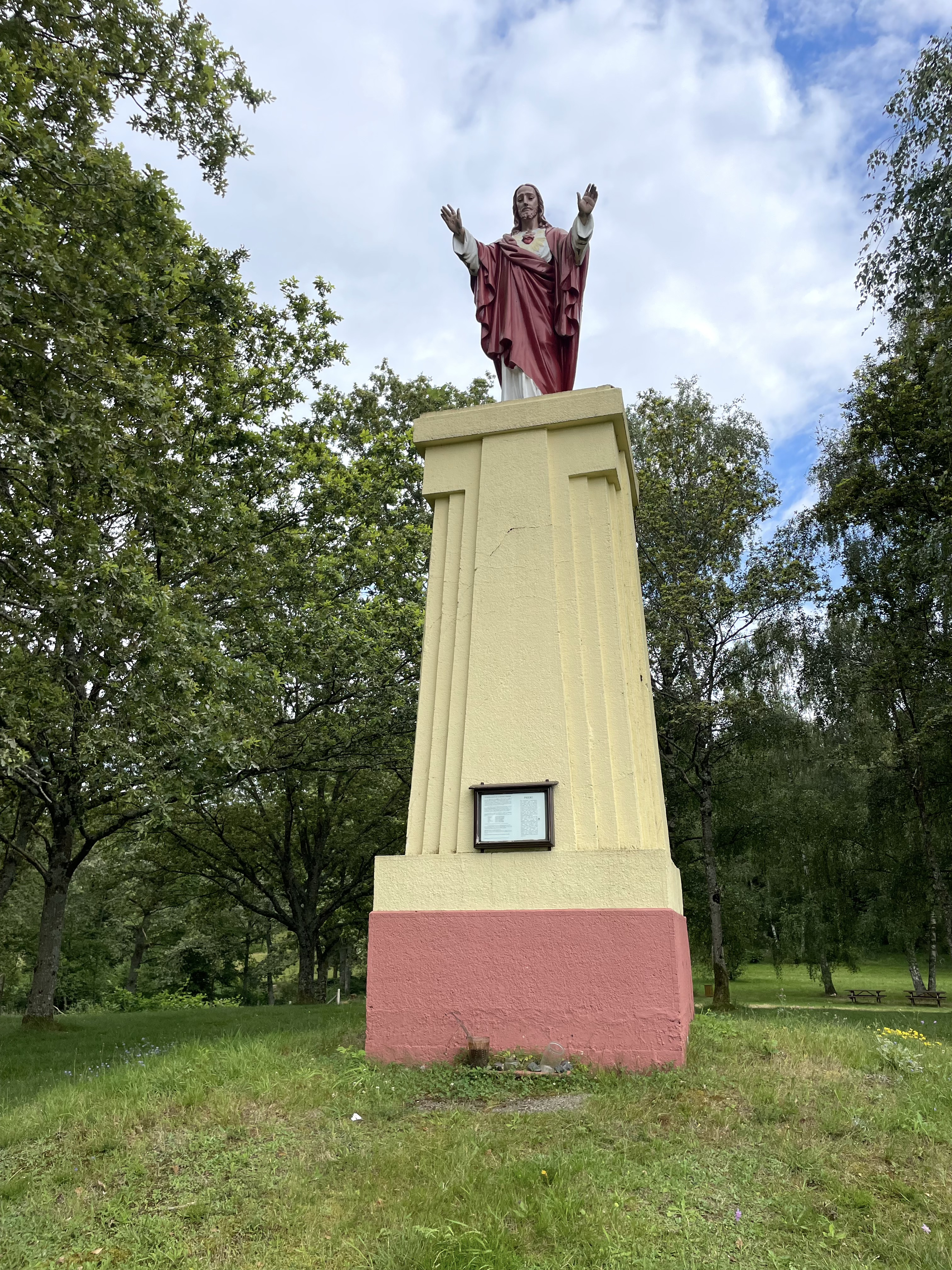
Statue du Sacré-Cœur

La vallée de la Fave, et particulièrement Bertrimoutier, étaient aux premières loges pour les bombardements qui atteignaient la crête des Vosges entre Allemands et Français au cours de la Grande Guerre 1914-1918. Les deux abbés de Bertrimoutier, deux frères, Paul et Charles Chalumeau, décidèrent d'entreprendre l'édification d'une statue du Sacré-Cœur si les villages de la Grande Paroisse étaient épargnés par les bombardements.
La guerre terminée, les pères Lavier et Laurent se rendirent à Bertrimoutier pour une mission d'évangélisation. Ceux-ci encouragèrent alors les paroissiens à édifier une statue du Sacré-Cœur en signe de témoignage et de reconnaissance envers le Christ d'avoir préservé la population d'un horrible carnage. C'est le site de la Hossière qui a été choisi en 1928 pour édifier la statue. Ce sommet avait l'avantage d'être visible de chacune des sept collines composant la Grande Paroisse situées au confluent des vallées de la Fave et de la Morte.
Vers l'été 1928, l'entreprise Guittjan de Saint-Dié fut chargée de couler le piédestal qui devait supporter la statue du Sacré-Cœur d'une hauteur de 2,5 mètres qui fut fondue à Vaucouleurs. C'est le voiturier Alphonse Deschamps de Raves qui fut chargé de véhiculer la statue de la gare depuis son village jusqu'au pied de la colline. Pour mener à bien le travail, on doubla l'attelage (six bœufs) pour atteindre le sommet de la Hossière. Un charpentier de Lesseux, Joseph Maurice, édifia une chèvre. Avec l'aide d'un palan, on hissa la statue de trois tonnes sur son socle.
La cérémonie d'inauguration était présidée par Mgr Marmotin, évêque de Saint-Dié lors de la Fête du Christ-Roi en 1928. Les maires de sept communes portèrent, en se relayant, le dais de l'église jusqu'à la statue. Une cérémonie se déroula en 1929, puis plus rien jusqu'au début de la guerre 1939-1945. L'abbé Bonnard se rendit au Sacré Cœur et demanda au Christ d'épargner les villages de la barbarie nazie, promettant, si les vœux était exaucés, de se rendre annuellement en procession jusqu'à la statue du Sacré Cœur. Ce vœu fut exaucé jusqu'en 1965 sous la prêtrise de l'abbé Allier. Négligé depuis 1971, le lieu retournait à l'état sauvage.
Durant l'hiver 1990-1991, un groupe de bénévoles défricha les alentours de la statue pour rendre le lieu plus fréquentable. 
Depuis, le site est régulièrement entretenu. Il est agrémenté de bancs et de tables de pique-nique.

### Communication locale
La communication au sein de la commune de Bertrimoutier se fait à travers deux média :
- La station Illiwap[42], gérée par la municipalité, pour les informations de la municipalité à destination des habitants.
- Le médium Le Lavelinois[43], présent sur les réseaux sociaux, pour les informations entre les habitants bertrimonastériens et les intéressés.

### Personnalités liées à la commune
- Sébastien Florent, curé de Ban-de-Laveline, créateur d'écoles gratuites[44].

### Héraldique, logotype et devise
Commune sans blason.

## Pour approfondir